# Mola di Bari
Mola di Bari – miejscowość i gmina we Włoszech, w regionie Apulia, w prowincji Bari.
Według danych na styczeń 2009 gminę zamieszkiwały 26 333 osoby przy gęstości zaludnienia 519,2 os./1 km².
W miejscowości znajduje się stacja kolejowa Mola di Bari.